# Mr. Holmes
Mr. Holmes es una película británica-estadounidense de drama-misterio estrenada en 2015. El guion está basado en la novela homónima de Mitch Cullin originalmente titulada A Slight Trick of the Mind. La película está dirigida por Bill Condon y protagonizada por Sir Ian McKellen como un anciano Sherlock Holmes de 93 años, y por Laura Linney, quien interpreta a la Sra. Munro.

## Sinopsis
Sherlock Holmes (Ian McKellen), retirado de la vida pública y de su oficio como detective, vive su vejez en un remoto pueblo de la campiña inglesa en una casa, atendido en todo por la Sra. Munro (Laura Linney) y su hijo pequeño, Roger (Milo Parker). A través de su relación con éste, Holmes busca luchar contra su senilidad y su pérdida de memoria para recordar su último caso, "Sherlock Holmes y la Dama de Gris", en la creencia de que Watson no se ajustó a la verdad a la hora de escribirla, con el propósito de enmendar los fallos de Watson y explicar lo que realmente pasó.

## Reparto
- Ian McKellen como Sherlock Holmes.
- Laura Linney como la Sra. Munro
- Milo Parker como Roger Munro.
- Hattie Morahan como Ann Kelmot.
- Hiroyuki Sanada como Tamiki Umezaki.
- Patrick Kennedy como Thomas Kelmot.
- Roger Allam como Dr. Barrie
- Philip Davis como Inspector Gilbert.
- Frances de la Tour como Madame Schirmer.
- Zak Shukor como Matsuda Umezaki.
- Kit Connor como "El Chico/The Boy"

## Producción
El 5 de septiembre de 2013 se anunció que el libro A Slight Trick of the Mind de Mitch Cullin sería adaptado en una película contando con la participación del actor británico Ian McKellen como protagonista. Bill Condon sería quien se encargaría de adaptar el guion en colaboración de Jeffrey Hatcher. AI-Film estuvo a cargo de financiar y coproducir la película. Se unieron a la producción Archer Gray Productions y See-Saw Films, mientras que BBC Films también financiaría y FilmNation Entertainment tendría los derechos mundiales de distribución. El 7 de mayo de 2014, Laura Linney (Mystic River) y Hattie Morahan (La brújula dorada) se unieron al elenco, donde Linney sería la actriz que daría vida a la Sra. Munro, ama de llaves de Holmes. El 9 de julio se anunció que Hiroyuki Sanada (47 Ronin) sería parte de la película. El 10 de julio, se anunció que los actores Patrick Kennedy (Caballo de guerra), Roger Allam (La ladrona de libros), Philip Davis (Notes on a Scandal), Frances de la Tour (Harry Potter), así como Milo Parker participarían en la cinta.

### Rodaje
Las grabaciones comenzaron el 5 de julio de 2014 en el Reino Unido. El 9 de julio, el actor Ian McKellen publicó en su cuenta de Twitter una imagen donde aparece él mismo como Sherlock Holmes.